# هيلين جيبسون
هيلين جيبسون (بالإنجليزية: Helen Gibson)‏ هي ممثلة أمريكية، ولدت في 27 أغسطس 1892 في الولايات المتحدة، وتوفيت بنفس المكان في 10 أكتوبر 1977.

## أعمال

### أفلام
- (1939) عربة الجياد

## وصلات خارجية
- هيلين جيبسون على موقع IMDb (الإنجليزية)
- هيلين جيبسون على موقع أول موفي (الإنجليزية)
- هيلين جيبسون على موقع قاعدة بيانات الأفلام السويدية (السويدية)
- هيلين جيبسون على موقع قاعدة بيانات الفيلم (الإنجليزية)
- هيلين جيبسون على موقع كينوبويسك (الروسية)